# Хиутепек
Хиутепек (на испански: Jiutepec) е град в мексиканския щат Морелос. Намира се в южната част на страната. Населението на Хиутепек е 162 427 жители (по данни от 2010 г.), а площта му е 53 км².